# UKF

Het standaardlogo van UKF. Elk kanaal heeft een eigen kleur die de zwarte cirkel vervangt.

UKF is een merk van AEI Media en Luke Hood gericht op het promoten van elektronische muziek. Het voornaamste verspreidingsmedium is YouTube waarop elektronische muziek wordt geüpload in samenwerking met platenmaatschappijen en artiesten.

## Geschiedenis
Op 29 april 2009 maakte Luke Hood de kanalen UKFDubstep en UKFDrumandBass op YouTube aan waarop hij respectievelijk dubstep en drum and bass uploadde. Daarna kwamen er ook nog de kanalen UKFLive, UKFMixes en UKFMusic bij. In juni 2012 waren alle video's van UKF, verspreid over de verschillende kanalen, bij elkaar een miljard keer bekeken.

## Kanalen
| Naam           | Kleur  | Genre                         |
| -------------- | ------ | ----------------------------- |
| UKFDrumandBass | Groen  | Drum and bass                 |
| UKFDubstep     | Blauw  | Drumstep, dubstep             |
| UKFLive        | Cyaan  | Live-optredens                |
| UKFMixes       | Rood   | Mixes van albums of artiesten |
| UKFMusic       | Oranje | Diverse elektronische muziek  |